# Howard Staunton

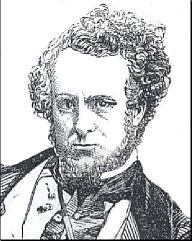
Howard Staunton

Howard Staunton (Westmorland (Groot-Brittannië), april 1810 - Londen, 22 juni 1874) was een Engels schaker. In de periode van 1843 tot 1851 werd hij algemeen als de sterkste schaakspeler ter wereld beschouwd.

## Schaakcarrière
In 1836 vestigde Staunton zich in Londen en maakte daar kennis met de schaaksport.
In 1841 werd hij de uitgever van The Chessplayer's Chronicle, het eerste Britse schaakmagazine.
In 1843 werd het officieuze schaakwereldkampioenschap tussen Staunton en Saint-Amant in Café de la Régence, Parijs, gehouden. Deze wedstrijd werd door Staunton gewonnen, wat zijn supremacie bevestigde. Van deze wedstrijd is de 19e partij op het doek vastgelegd. 
Van 1845 tot zijn dood in 1874 schreef Staunton in een schaakcolumn van Illustrated London News.
In 1849 introduceerde hij de nieuwe uitvoering van schaakstukken van Nathaniel Cook in zijn schaakcolumn, een uitvoering die over heel de schaakwereld bekend is geworden als de Staunton-schaakset.
Staunton organiseerde in Londen het Eerste Internationale Schaaktoernooi gedurende de Wereldtentoonstelling van 1851.
Howard Staunton overleed in 1874 aan een hartaanval.

## Nalatenschap

### Schaaktheorie
Staunton was voorvechter van zowel de Philidoropening en de Hollandse opening. In de Hollandse opening bestudeerde hij het Stauntongambiet en verrijkte de opening met een aantal varianten na: 1.d4 f5 2.e4.

### Staunton-schaakset
Hoewel het ontwerp voor een specifieke schaakset niet van zijn hand was, kreeg hij zijn naam, omdat hij de tekenende kampioen was. Het ontwerp dat dus als Staunton-schaakset doorgaat is tot heden de meest gebruikte set.

### Vernoemingen
Wereldwijd zijn diverse schaakverenigingen naar Staunton vernoemd. In Nederland zijn er bijvoorbeeld Schaakgezelschap Staunton in Groningen en Schaakvereniging Staunton in Etten-Leur.

## Publicaties
- 1847: The Chess Player's Handbook
- 1852: The Chess Tournament
- 1876 (gepubliceerd na Stauntons dood): Chess: Theory and Practice